# Sadegh Mahsouli
Sadegh Maghsouli (Orumieyeh, 1959) è un politico iraniano, già Ministero dell'Interno della Repubblica Islamica.

## Biografia
Sadegh Maghsouli ha una laurea in ingegneria civile, conseguita presso l'Università della Scienza e della Tecnologia di Teheran. Qui, Maghsouli fu compagno di studi di Mahmoud Ahmadinejad e qui iniziò tra loro una collaborazione che durò anche dopo il periodo universitario. Dopo gli studi, Sadegh Maghsouli ha intrapreso la carriera militare nei Pasdaran ed ha combattuto nella guerra Iran-Iraq. È stato anche a capo della 6ª divisione delle forze speciali dei Pasdaran.

## Carriera politica
È stato governatore di Orumieyeh, nella Provincia dell'Azerbaijan Occidentale in Iran. Qui, proprio grazie all'amicizia con Ahmadinejad, Maghsouli è riuscito ad accumulare enormi ricchezze. Ahmadinejad, infatti, gli ha dato il ruolo di responsabile dell'accordo di scambio petrolifero tra Iran ed Azerbaijan (Baku esportava petrolio verso Teheran e quest'ultima lo esportava a sua volta a terzi dai porti del sud del Paese). Grazie a ciò Maghsouli ha potuto accumulare una fortuna di 10 milioni di dollari. Inoltre, grazie alle sue conoscenze, Maghsouli ha ottenuto il controllo di un'area di Teheran di oltre 17000 metri quadrati.
Dopo l'impeachment di Ali Kordan nel 2008, Sadegh Maghsouli è divenuto il nuovo Ministro dell'Interno dell'Iran, aumentando così il numero degli ex Pasdaran all'interno del Governo iraniano (tra loro anche il Ministro della Difesa Vahidi e il Ministro del Petrolio Qasemi).
Sadegh Mahsouli ha mantenuto la carica di Ministero dell'Interno dal 24 dicembre del 2008 al 9 agosto del 2009, quando è stato sostituito da Mostafa Mohammad Najjar. Successivamente, quindi, è stato nominato Ministero del Welfare il 19 novembre del 2009. Ha mantenuto questa carica sino al 3 agosto del 2011, quando è stato sostituito da Reza Sheykholeslam.

## Controversie
Sadegh Mahsouli era Ministro dell'Interno quando le forze di sicurezza iraniane entrarono nel dormitorio dell'Università di Teheran e picchiarono e arrestarono numerosi studenti iraniani, portandoli poi nel centro di detenzione di Kahrizak. Il centro è tristemente noto, anche all'interno dell'Iran, per i numerosi massacri compiuti dagli agenti iraniani verso membri dell'opposizione al regime.